# Jacek Bocian
Jacek Benedykt Bocian (Kalisz, 15 september 1976) is een Poolse sprinter. Hij was gespecialiseerd in de 400 m, maar behaalde zijn grootste prestaties bij het estafettelopen. Zo had hij op de 4 x 400 m estafette van 1999 tot 2015 het Europees indoorrecord in handen en werd hij wereldindoorkampioen.

## Loopbaan
In 1995 won hij individueel een zilveren medaille bij de Europese juniorenkampioenschappen op de 400 m. Met een tijd van 46,59 eindigde hij achter de Britse Mark Hylton (goud; 45,97) en voor de Bulgaar Tsvetomir Marinov (brons; 46,66).
Op 7 maart 1999 verbeterde Bocian in de Japanse stad Maebashi met zijn teamgenoten Piotr Haczek, Piotr Rysiukiewicz en Robert Maćkowiak het Europees record op de 4 x 400 m estafette. Met een tijd van 3.03,01 finishten ze achter de Amerikaanse estafetteploeg, die het wereldrecord verbeterde tot 3.02,83. De Britse estafetteploeg won het brons met een nationaal record van 3.03,20. In 2000 maakte hij onderdeel uit van de Poolse estafetteploeg op de Olympische Spelen van Sydney. Met zijn teamgenoten Filip Walotka, Piotr Długosielski, Robert Maćkowiak Polen sneuvelden in de voorrondes van de 4 x 400 m estafette met een tijd van 3.01,30.
Zijn beste prestatie van zijn atletiekcarrière boekte hij in 2001. Toen won hij met zijn teamgenoten Piotr Rysiukiewicz, Piotr Haczek en Robert Maćkowiak een gouden medaille op de 4 x 400 m estafette op het WK indoor in Lissabon. Met 3.04,47 versloegen ze de estafetteploegen uit Rusland (zilver; 3.04,82) en Jamaica (brons; 3.05,45).
Jacek Bocian is aangesloten bij WKS Śląska Wrocław.

## Titels
- Wereldkampioen 4 x 400 m - 1999 (na DQ USA)
- Wereldindoorkampioen 4 x 400 m - 2001
- Europees kampioen U23 4 x 400 m - 1997

## Persoonlijke records
| Onderdeel       | Prestatie | Datum            | Plaats |
| --------------- | --------- | ---------------- | ------ |
| 400 m (outdoor) | 45,99 s   | 5 augustus 2000  | Krakau |
| 400 m (indoor)  | 46,68 s   | 22 februari 1999 | Spala  |

## Palmares

### 400 m
- 1993:  Europees Jeugd Olympisch Festival - 48,73 s
- 1995:  EK junioren - 46,59 s

### 4 x 400 m
- 1995:  EK junioren - 3.09,65
- 1997:  EK U23 - 3.03.07
- 1999:  WK indoor - 3.03,01 (ER)
- 1999:  WK - 2.58,91 (na DQ USA)
- 2001:  WK indoor - 3.04,47

1983: Lovasjov, Troshchilo, Tsjernetski, Markin ·
1987: Everett, Haley, McKay, Reynolds ·
1991: Black, Redmond, Regis, Akabusi ·
1993: Valmon, Watts, Reynolds, Johnson ·
1995: Ramsey, Mills, Reynolds, Johnson ·
1997: Thomas, Black, Baulch, Richardson, Hylton ·
1999: Czubak, Maćkowiak, Bocian, Haczek ·
2001: Moncur, Brown, McIntosh, Munnings ·
2003: Djhone, Keïta, Diagana, Raquil ·
2005: Rock, Brew, Williamson, Wariner ·
2007: Merritt, Taylor, Williamson, Wariner ·
2009: Taylor, Wariner, Clement, Merritt ·
2011: Nixon, Jackson, Taylor, Merritt ·
2013: Verburg, McQuay, Hall, Merritt ·
2015: Verburg, McQuay, Nellum, Merritt ·
2017: Solomon, Richards, Cedenio, Gordon ·
2019: Kerley, Cherry, London, Benjamin ·
2022: Godwin, Norman, Deadmon, Allison ·
2023: Hall, Norwood, Robinson, Benjamin